# Seznam španskih zdravnikov
Seznam španskih zdravnikov.

## A
- Juan Carlos Amat (1572-1642)

## B
- José Celestino Bruno Mutis (1732-1808)
- Mateo José Buenaventura Orfila (1787-1853)

## F
- Jaime Ferrán (1852-1929)

## D
- Carlos Jiménez Díaz (1898-1967)

## M
- Gregorio Marañón (1887-1960)

## N
- Juan Negrín (1892-1956)

## O
- Severo Ochoa (1905-1993)

## R
- Santiago Ramón y Cajal (1852-1934)
- Jaume Roig (zgodnje 15. stoletje-1478)

## S
- Miguel Servet (1511-1553)